# 二桥
二橋，是東漢末年橋公之兩女，皆有國色。199年，孫策和周瑜攻取皖城後，孫策納娶了大女大橋，周瑜納娶了小女小橋。
杜牧《赤壁》：「東風不與周郎便，銅雀春深鎖二喬。」後來中國有些地區將姐夫和妹夫之間的連襟兄弟，稱為兩喬。

## 橋公
《三國志》無明確說明二橋之父廬江橋公乃何許人。《三國演義》將橋公稱為喬公或喬國老，設定為漢朝太尉橋玄，唯橋玄本人為睢陽人，在二橋出嫁前已死於漢靈帝光和六年（西曆183年），享年75歲。另外，因孫策所攻皖城為袁術故地，所以一說橋公是袁術舊部橋蕤。

### 喬國老
《三國演義》以橋公為原型，虛構出「喬國老」。根據《三國演義》第五十四回，喬國老居於南徐。周瑜設計假意將孫夫人嫁給劉備，騙劉備前往江東，以圖乘機扣押劉備奪取荊州。劉備依諸葛亮錦囊妙計前去拜訪喬國老，喬國老向吳國太報喜使計謀曝光，兩人一起勸孫權將孫夫人真嫁給劉備為妻。一些戲曲將喬國老設定為橋玄，如京剧《甘露寺》中乔玄是促成孙刘联姻的关键人物。一說其原型「橋公」更有可能是袁術屬下橋蕤。

### 動漫
- 《火鳳燎原》（陳某）:設定為會稽富戶，在孫策攻破會稽欲逃走時，因「敗將」的脅迫而歸順孫策，同時二喬亦成為孫策和周瑜之妻子。